# Trentepohlia aequinigra
Trentepohlia aequinigra är en tvåvingeart som beskrevs av Alexander 1931. Trentepohlia aequinigra ingår i släktet Trentepohlia och familjen småharkrankar. Inga underarter finns listade i Catalogue of Life.